# Rein Bangma
Reinder Lieuwes (Rein) Bangma (Amsterdam, 4 januari 1921 - Birkenhead, 25 augustus 2005) was een Engelandvaarder.

## Tweede Wereldoorlog
Bangma was met zijn groep de laatste Engelandvaarder die in 1943 vertrok. De groep bestond uit M.C.W. van Arenthals, Tobias Biallosterski, Jan de Bloois, Johan August Brünings, J.F.M.H. Goossens (1897-1968), Jacob van Grondelle, J.C. Jansen, F. de Koning (1923-2009), Philippe Kruis, Anton Schrader, Jacob Snijders. Schipper Kees Koole had de vluchtboot meegenomen in het ruim van zijn 'Nooit Volmaakt' van Leidschendam via de Schie, de Nieuwe Maas, de Oude Maas en door het Spui naar het Haringvliet. Vandaar vertrokken ze op 8 oktober 1943.
Na zijn aankomst in Engeland kwam hij bij de SOE en werd opgeleid tot sabotage-instructeur. In de nacht van 2 maart 1945 werd hij met Jan Lodewijk van der Weyden, die via Zweden naar Engeland was gegaan, bij Lunteren geparachuteerd.
Na de oorlog trouwde hij met Mary Wishart; zij woonden in Santpoort. Met zijn tweede vrouw Eileen woonde hij in Portugal en Neston en Hoylake Cheshire.

## Onderscheidingen

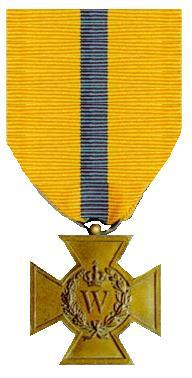
Bronzen Kruis, 1944
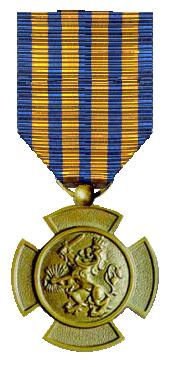
Bronzen Leeuw, 1946
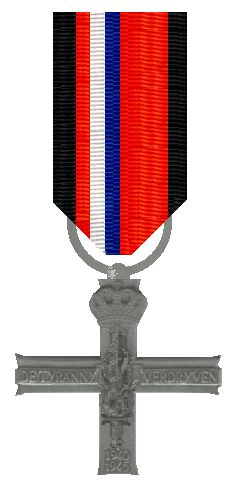
Verzetherdenkingskruis